# Gastronomía de Letonia

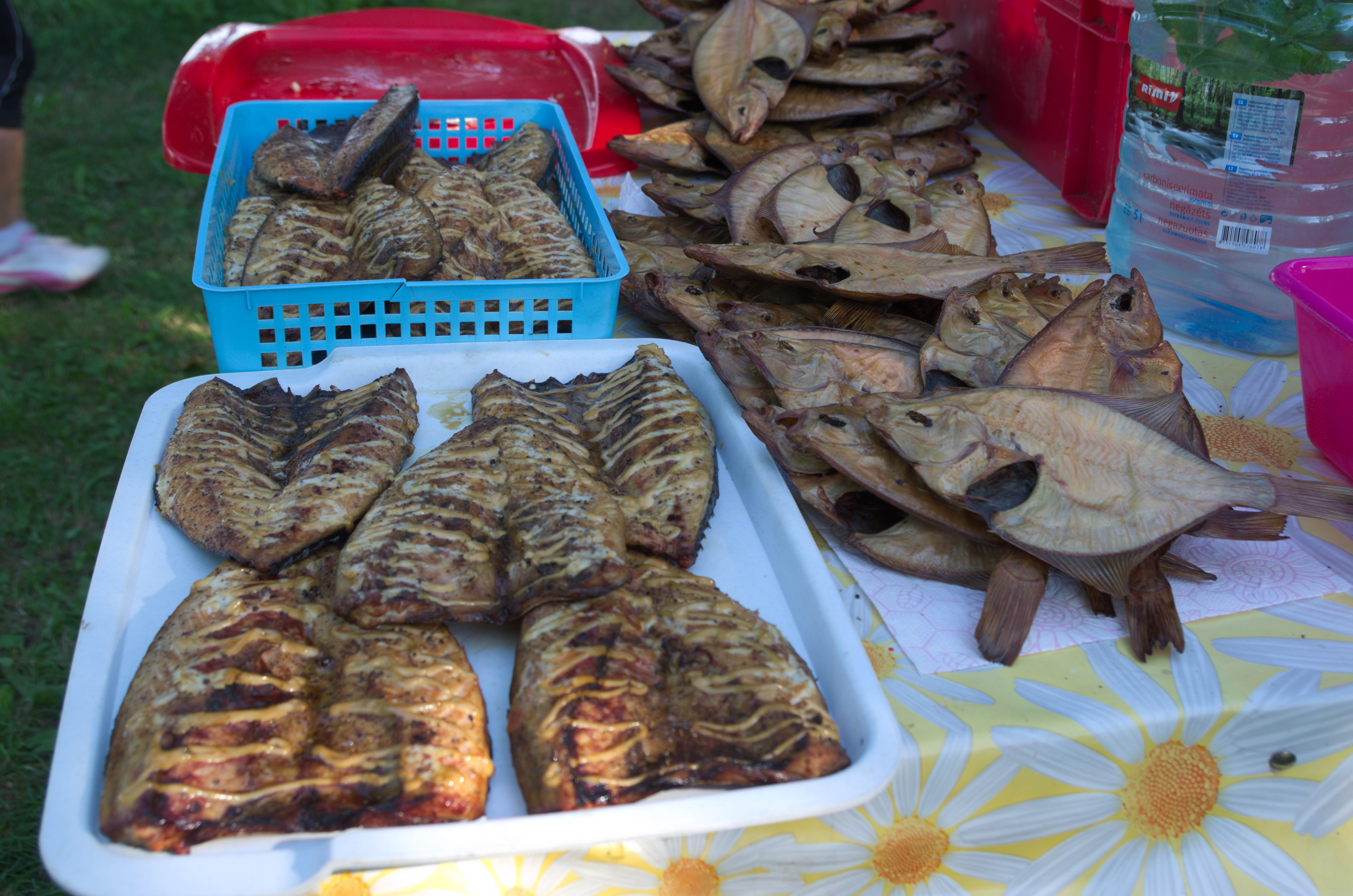
Caballas y platijas ahumadas.

La gastronomía de Letonia consiste típicamente en productos agrícolas, con carne en la mayoría de los platos principales. El pescado es también un alimento  común debido a la ubicación de Letonia en la costa este del Mar Báltico.
La gastronomía de Letonia ha recibido influencias de otros países del borde del Báltico. Los ingredientes locales, como papas,  trigo, cebada, repollo, cebollas, huevos y cerdo son comunes en las recetas. Debido al clima con cuatro estaciones muy diferenciadas, la cocina letona se caracteriza por platos y productos de temporada muy diferentes a lo largo del año. La comida es por lo general bastante grasosa y utiliza pocas especias.

## Comidas
Los letones suelen comer tres comidas al día. El desayuno es normalmente ligero y consiste en sándwiches o una tortilla, con una bebida, a menudo leche. El almuerzo se consume desde el mediodía hasta las tres de la tarde y es habitualmente la comida principal del día; como tal, suele incluir una mayor variedad de alimentos y, a veces, también sopa como entrada, y postre. La cena es por lo general la última comida del día aunque algunos ingieren un refrigerio adicional. El consumo de comidas preparadas o congeladas es común en el siglo XXI.

## Alimentos y platos comunes

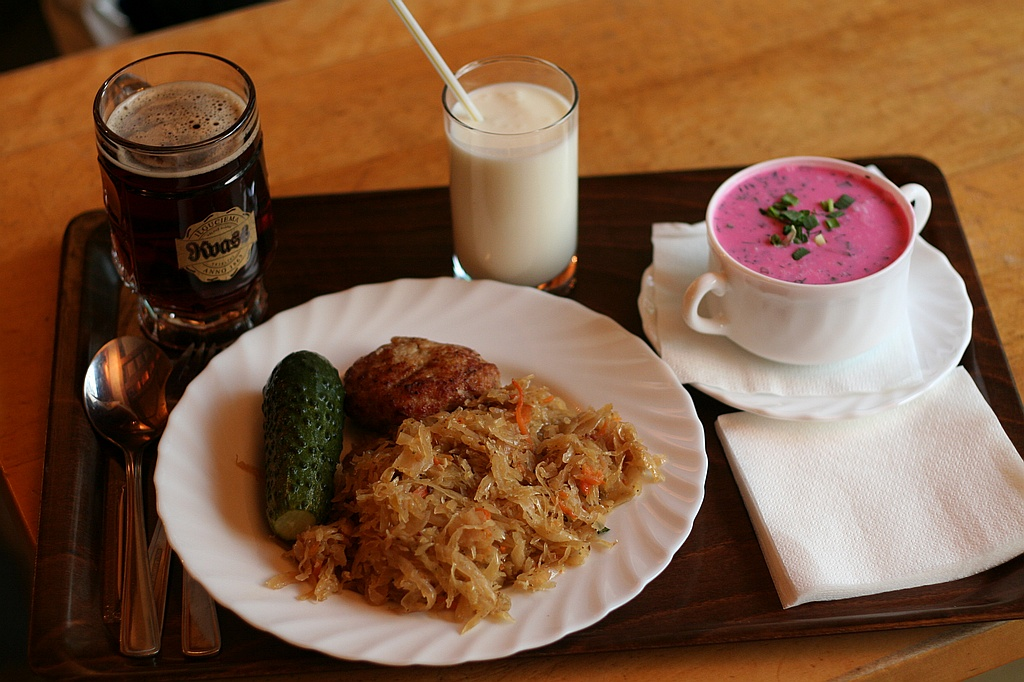
La influencia de otras cocinas: un almuerzo "Lido" letón con sopa fría de remolacha, chucrut, chuleta, pepinillo, kéfir y kvas.

La gastronomía de Letonia es típica de la región báltica y, en general, de los países del norte. La comida tiene un alto contenido de mantequilla y grasa, y bajo en especias, excepto por la pimienta negra, el eneldo o ciertos granos y semillas, como las semillas de alcaravea. La gastronomía tiene su origen en la cultura campesina y se basa en gran medida en cultivos que crecen en el clima marítimo y templado de Letonia. Los alimentos básicos son el centeno o el trigo, la avena, los guisantes, la remolacha, el repollo, los productos del cerdo y las papas. La cocina letona ofrece una gran variedad de pan y productos lácteos. La carne aparece en la mayoría de los platos principales, pero el pescado también se consume habitualmente, especialmente en las zonas costeras junto al mar Báltico.
Muchos platos comunes en la Letonia contemporánea provienen de países que dominaron Letonia en el pasado. Entre estos destacan los platos populares adoptados de la cocina soviética como pelmeni (pelmeņi) con crema agria, borsch (borščs), stroganoff (stroganovs), arenque aderezado (siļķe kažokā), shashlik (šašliks), rasol (rasols), plov (plovs), kéfir (kefirs), kvassy y solyanka (soļanka).
La bebida alcohólica más consumida es la cerveza. Un licor nacional es el bálsamo negro de Riga.

### Productos lácteos

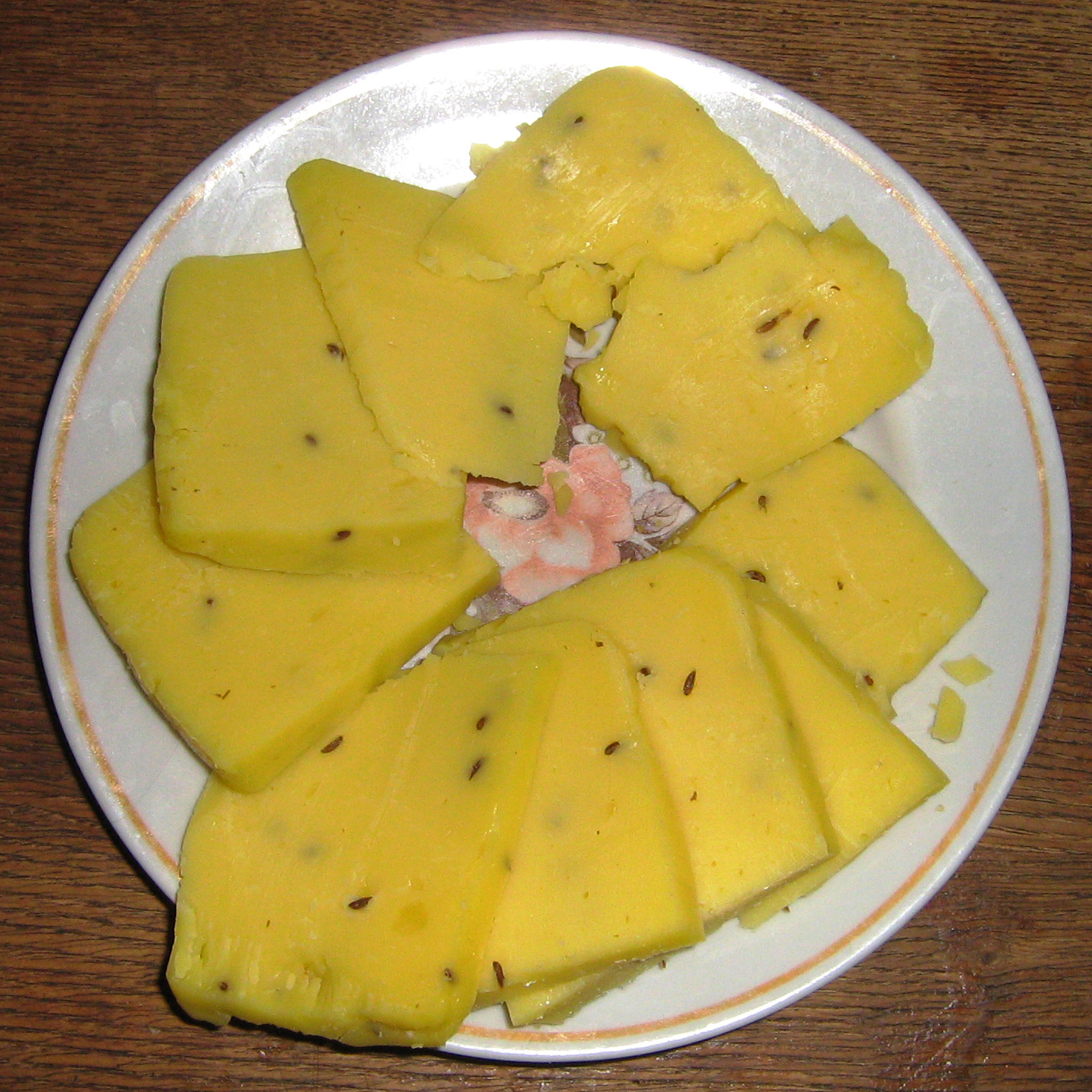
Queso Jāņi, un queso de alcaravea que se sirve tradicionalmente en el festival de verano Jāņi.

Letonia es mucho más rica en productos lácteos que otros países occidentales. El requesón (biezpiens), la crema agria (skābais krējums), la leche agria (rūgušpiens) y diferentes tipos de quesos frescos y secos se encuentran fácilmente. El kéfir, la leche agria y otras bebidas lácteas fermentadas se suelen consumir con platos calientes.
El requesón se mezcla con frecuencia con crema agria y se come para el desayuno; también se agrega a las ensaladas y se usa en pasteles y otros postres como el Kohuke (biezpiena sieriņš). En el almuerzo, se consume tradicionalmente con papas hervidas, arenque ligeramente salado, cebolletas y crema agria. En 2012, el snack de cuajada Kārums fue votado como el producto favorito entre los consumidores letones, recibiendo el 2 0% de los votos.
Desde principios del siglo XX se elabora un tipo especial de mantequilla en Rucava: la mantequilla blanca de Rucava (Rucavas baltais sviests) que en 2018 recibió la clasificación de denominación de origen protegida en la Unión Europea. La mantequilla también se puede mezclar con semillas de cáñamo tostadas y molidas y sal para hacer mantequilla de cáñamo (kaņepju sviests) que generalmente se come con pan de centeno.
A menudo se agregan al queso semillas, nueces, frutos secos, trébol o mezclas de hierbas secas. También se ahuma o añeja en aceite con frecuencia, pero el queso fresco se sirve con ajo o hierbas. El queso tradicional de Letonia es el queso Jāņi elaborado y servido durante el festival de verano Jāņi y considerado un símbolo de la cultura de Letonia.

### Sopas
Las sopas se hacen comúnmente con verduras y caldo o leche. Los letones también consumen sopa fría (aukstā zupa), sopa de pescado (zivju zupa), sopa de acedera (skābeņu zupa) y sopa de hongos (sēņu zupa). Un postre tradicional es la sopa de pan de centeno (maíz zupa) hecha de pan de centeno, crema batida, frutos secos y arándanos.
La sopa fría generalmente se prepara en la primavera y consiste en kéfir o leche agria, remolacha hervida, rábano picado, pepinos frescos, huevos duros y diferentes verduras.

### Pan
El pan de centeno (maíz rudzu) ha sido un alimento básico nacional durante siglos, por lo que es parte de la cultura de Letonia. El pan es similar a un pan negro ruso o alemán y está hecho de harina de centeno, malta y semillas de alcaravea y es tradicionalmente horneado en un horno de leña. Otro tipo de pan popular es el pan agridulce (saldskābmaize) elaborado con harina de centeno finamente molida y semillas de alcaravea. El pan de centeno frito con ajo (ķiploku grauzdiņi) y mayonesa se sirve a menudo como entrante en restaurantes y bares. El pan blanco (baltmaize) se consideraba un manjar y solo se consumía en ocasiones festivas.

### Pasteles

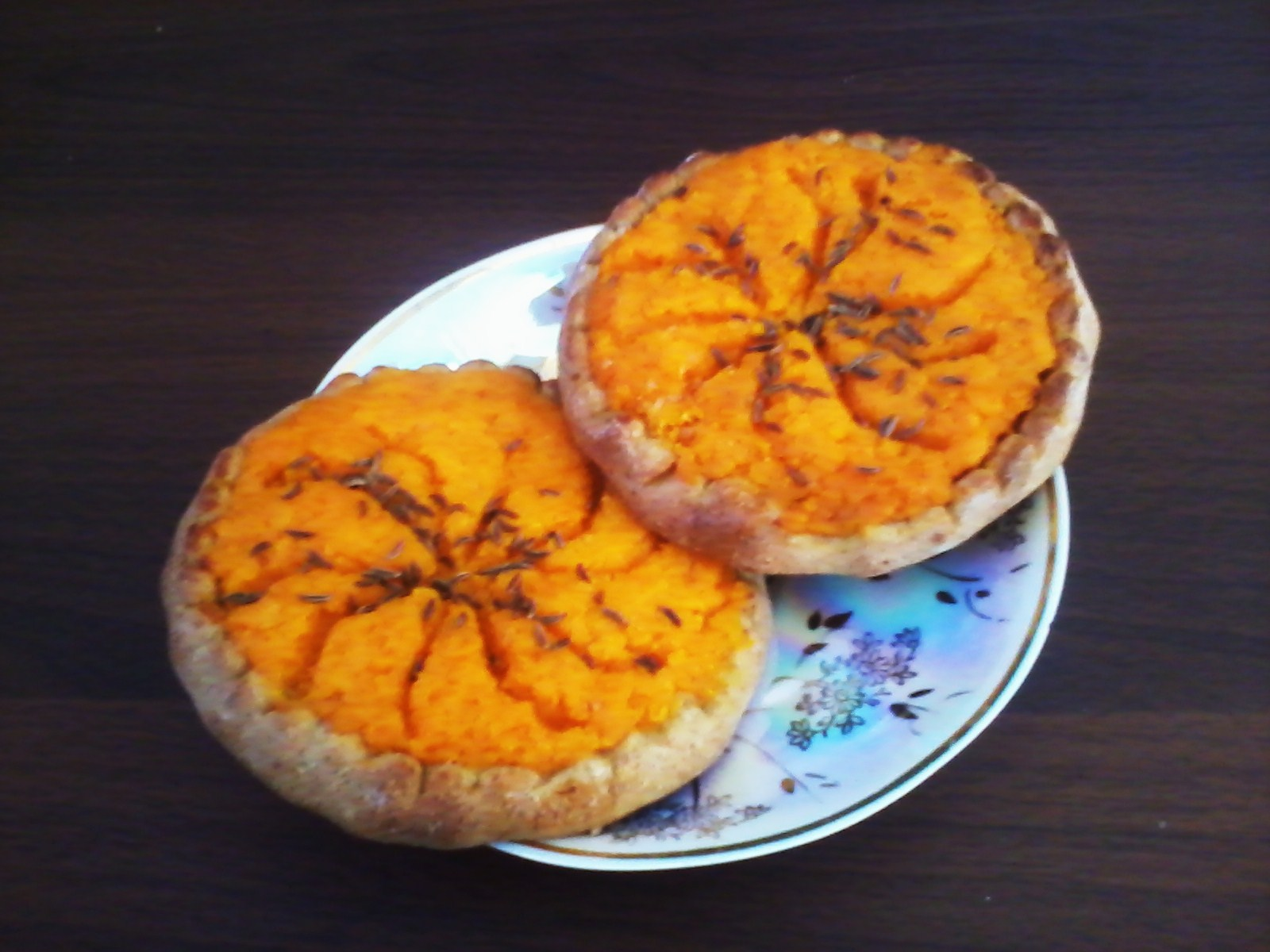
Sklandrausis

Son populares los speķa pīrāgi, pasteles de harina de trigo o centeno rellenos de tocino y cebolla picados finamente. A veces, las semillas de alcaravea también se agregan a la masa. Los Speķa pīrāgi son típicos de Ziemassvētki y Jāņi. El kliņģeris es un pan dulce con forma de bretzel que generalmente se sirve como postre en ocasiones especiales, como el día del santo. El Sklandrausis es un plato tradicional de la cocina letona con orgigen en Livonia; es un pastel dulce, hecho de masa de centeno y relleno de pasta de patata y zanahoria y sazonado con alcaravea. En 2013, el sklandrausis recibió la denominación de especialidad tradicional garantizada, designada por la Comisión Europea.

### Bebidas
La savia de abedul fresca es una bebida muy popular en primavera. También es popular beber la savia de abedul fermentada con pasas, ramitas de grosella negra o cáscaras de limón. Algunos productores venden savia de abedul espumosa fermentada durante todo el año (los fabricantes más populares son "BIRZĪ" y "Sula").
Los antiguos letones elaboraban cerveza (alus), hidromiel (miestiņš) y cerveza con miel (medalus) antes del siglo XIII, tanto para las celebraciones como para el uso diario. Después de las cruzadas bálticas, la elaboración de cerveza local fue influenciada por las técnicas emergentes de Europa Occidental. Por ejemplo, antes se usaban muchas hierbas diferentes, pero fueron reemplazadas por lúpulo como conservante y aromatizante. Una fábrica de cerveza artesanal que continúa la vieja tradición es Labietis, que utiliza varias hierbas, flores, bayas y especias en sus cervezas.
Con el desarrollo de variedades de uva resistentes al frío, la vinificación ha ganado terreno. Wine Hill of Sabile solía estar registrado en el libro Guinness World Records como el viñedo al aire libre más septentrional del mundo. Desde 1999, la ciudad también alberga un festival anual del vino. También se elaboran vinos de frambuesa, grosella negra y otras frutas y bayas, así como sidras.

### Hongos
Letonia tiene tradiciones antiguas que involucran hongos comestibles. La recolección de setas silvestres es muy popular en otoño. La preparación moderna y tradicional de hongos es muy popular. Hay alrededor de 4100 especies de hongos en Letonia, 1100 de ellas son hongos de taza. Aproximadamente ¼ de estos son comestibles. Los comestibles más populares son las variedades Boletus y Cantharellus. A partir de champiñones, cebollas, ajo, crema agridulce y, a veces, tocino, se prepara una salsa que se suele comer con patatas hervidas y pepinos ligeramente salados.